# Dianthus paghmanicus
Dianthus paghmanicus là loài thực vật có hoa thuộc họ Cẩm chướng. Loài này được Rech.f. mô tả khoa học đầu tiên năm 1951.